# راكيل غونزاليس
راكيل غونزاليس (بالإسبانية: Raquel González)‏ هي منافسة ألعاب القوى إسبانية، ولدت في 16 نوفمبر 1989.

## وصلات خارجية
- راكيل غونزاليس على موقع الاتحاد الدولي لألعاب القوى (الإنجليزية)
- راكيل غونزاليس على موقع الاتحاد الأوروبي لألعاب القوى (الإنجليزية)
- راكيل غونزاليس على موقع اللجنة الأولمبية الدولية (الإنجليزية)
- راكيل غونزاليس على موقع أوليمبيديا (الإنجليزية)
- راكيل غونزاليس على موقع اللجنة الأولمبية الإسبانية (الإسبانية)